# 谷山治雄
谷山治雄（たにやま　はるお、1925年2月16日-2009年4月30日）は、税制学者。

## 概要
東京生まれ。本名・三浦誠。中央大学卒業、大蔵省に入る。静岡大学講師などをへて、1962年に株式会社税制経営研究所を創立、所長。金沢大学講師。

## 著書
- 『日本の税金』三一新書 1955
- 『税金のしくみ 現代税制批判』三一新書 1959
- 『節税 納税者のための税金説法』東洋経済新報社 1960
- 『税務署』東洋経済新報社 1962
- 『役人の交際作戦』良書普及会 1962
- 『節税作戦』東洋経済新報社 1964
- 『税金にメスを入れる 酷税と痴呆税の物語』東洋経済新報社 1964
- 『日本の税法 租税の法的構造に関する理論と批判』東洋経済新報社 1966
- 『租税政策論 60年代税制の理論的・実証的批判』東洋経済新報社 1969
- 『のうぜい切下げ作戦』文芸春秋 文春ビジネス 1969
- 『節税の秘策』税務経理協会 1974
- 『税制改革』新日本新書 1974
- 『税法・商法・実態調査による役員報酬・賞与・退職金の決め方』日本法令様式販売所 中小企業の賃金実務シリーズ 1975
- 『やさしい付加価値税の話』東洋経済新報社 1976
- 『一般消費税論』白石書店 1978
- 『一般消費税のはなし』新日本新書 1979
- 『税金 何が問題か』白石書店 1985
- 『税金 つくられた「常識」への挑戦』青木書店 1985
- 『増税の論理』新日本出版社 1994
- 『ものがたり税制改革』新日本出版社 1998

### 共編著
- 『現代財政論』宇佐美誠次郎共編 大月書店 1955
- 『脱税 税金の天国・地獄物語』編 東洋経済新報社 1957
- 『節税対策入門 経営者・資産家のための税務戦略』編著 東洋経済新報社 1976
- 『市民のための税金論 税制民主化の提案』大山明雄共著 青木書店 青木現代叢書 1977
- 『売上税の実際 ここが知りたい』湖東京至共編 日本経済新聞社 1987
- 『消費税廃止読本』編著 新日本出版社 1989
- 『日本税制の総点検』北野弘久共編著 勁草書房 2008

## 論文
- Cinii